# Lagynochthonius subterraneus
Lagynochthonius subterraneus es una especie de arácnido  del orden Pseudoscorpionida de la familia Chthoniidae.

## Distribución geográfica
Es endémica de Gran Canaria, en las islas Canarias (España).